# Only You (canción de Miss A)
«Only You» (en hangul, 다른 남자 말고 너; romanización revisada, Dareun namja malgo neo; McCune-Reischauer, Tarŭn namja malgo nŏ) es una canción grabada por el grupo surcoreano Miss A para su miniálbum Colors (2015), y fue publicado el 30 de marzo de 2015 por JYP Entertainment. El sencillo encabezó Gaon Digital Chart en Corea del Sur y superó el millón de descargas digitales.

## Antecedentes y lanzamiento
En noviembre de 2013, el grupo lanzó el sencillo «Hush», el cual destacó por su concepto más maduro y una coreografía seductora. Luego de este lanzamiento, el grupo pasó por un periodo prolongado sin actividades grupales, ya que sus integrantes se enfocaron en actividades individuales.
El regreso del grupo fue anunciado oficialmente en marzo de 2015 con el lanzamiento del EP Colors, cuyo sencillo principal sería «Only You». La canción fue publicada el 30 de marzo de 2015, junto a su videoclip.

### Promoción
Tras el lanzamiento, el grupo presentó la canción en varios programas musicales surcoreanos, incluyendo M! Countdown, Music Bank, Show! Music Core e Inkigayo.

## Composición
La canción fue producida por el dúo Black Eyed Pilseung, conocido por su trabajo con artistas como Sistar. «Only You» combina sintetizadores con un estilo inspirado en los años 80 y ritmos influenciados por el hip hop, y logró un equilibrio armonioso entre ambos elementos.  En términos de notación musical, la canción está compuesta en tono de do mayor, con un tempo de 168 pulsaciones por minuto y una duración de tres minutos con once segundos.

## Premios y nominaciones
| Premiaciones            | Año  | Categoría                         | Resultado(s) | Ref.   |
| ----------------------- | ---- | --------------------------------- | ------------ | ------ |
| Melon Music Awards      | 2015 | Song of the Year                  | Nominado     |        |
| Melon Music Awards      | 2015 | Best Dance Song                   | Nominado     |        |
| Gaon Chart Music Awards | 2016 | Artist of the Year (Song) (April) | Ganador      | [ 12 ] |
| Golden Disc Awards      | 2016 | Best Song of the Year             | Nominado     |        |

## Posicionamiento en listas
| Lista (2015)                         | Mejor posición |
| ------------------------------------ | -------------- |
| Corea del Sur (Gaon Digital Chart)   | 1              |
| Estados Unidos (World Digital Songs) | 6              |